# تيتان للأسمنت
تيتان للأسمنت هي شركة متعددة الجنسيات لإنتاج الأسمنت ومواد البناء، ومقرها في أثينا ، اليونان .
تأسست تيتان في عام 1902 ، وأدرجت في بورصة أثينا بعد عشر سنوات، في عام 1912. أظهرت أصول الشركة 13 مرافق إنتاج الأسمنت، 3 تقع في اليونان ( نيا إوكاربيا في ثيسالونيكي، دريبانو في أكايا  ، كاماري في بيوتيا) بإجمالي قدرات إنتاج MT 6.5M، و 2 في الولايات المتحدة الأمريكية (فرجينيا وفلوريدا) مع قدرات إنتاجية إجمالية تبلغ 3.5 مليون طن متري و 5 في جنوب شرق أوروبا (بلغاريا وصربيا وألبانيا وكوسوفو ومقدونيا الشمالية) مع قدرات إنتاجية إجمالية تبلغ 5.6 مليون طن و 3 في الشرق الأوسط (مصر وتركيا) مع قدرات إنتاج تبلغ 7.5 مليون طن.  بالإضافة إلى ذلك، هناك 25 محطة توزيع و 126 مصنعًا جاهزًا و 64 مقلعًا و 3 مصانع طحن و 9 مصانع كتلة خرسانية و 9 محطات معالجة الرماد المتطاير ومصنع هاون جاف واحد ومرفق وقود مُجهَز مُجهز. 
في عام 2017 ، بلغ إجمالي المبيعات 2.595 مليار يورو وصافي ربح قدره 230.9 مليون يورو.  تشارك في مبادرات المسؤولية الاجتماعية للشركات والاستدامة المحلية والدولية، وهي عضو في سي أس أر أوروبا ودبليو بي سي أس دي وسي أي أي.    في أغسطس 2016 ، استحوذت على حصة في ألمانيا إندستري دي سمنتو أبودي، وهي شركة تصنيع أسمنت برازيلية. 
في عام 2019 ، أعلنت الشركة عن طرحها العام الناجح، حيث بلغت 93٪ من الأسهم العادية و 92.3٪ من الأسهم الممتازة. 

## روابط خارجية
- الموقع الرسمي